# Saint-Georges (Métro Paris)

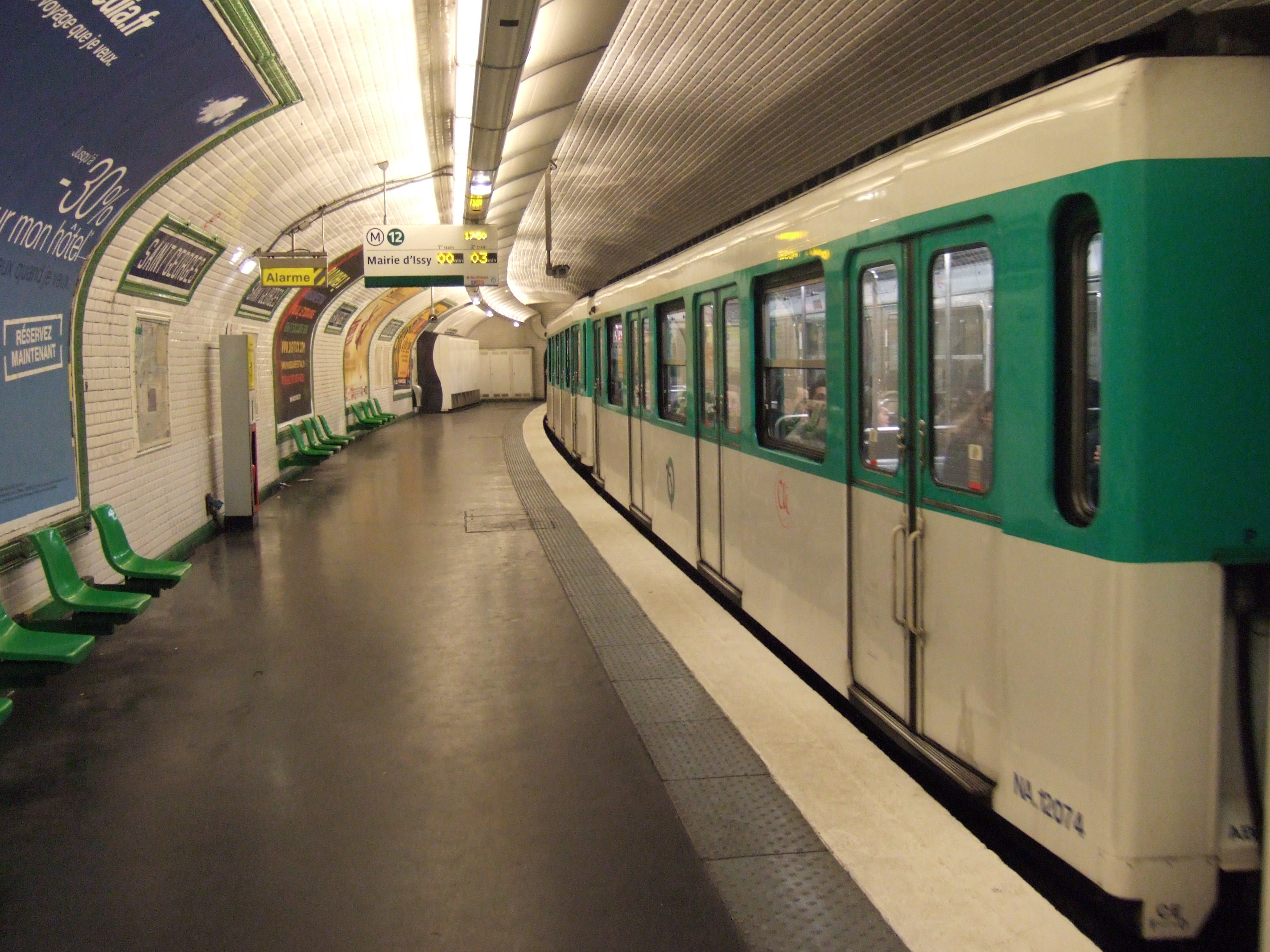
Station Richtung Mairie d’Issy mit Zug der Baureihe MF 67

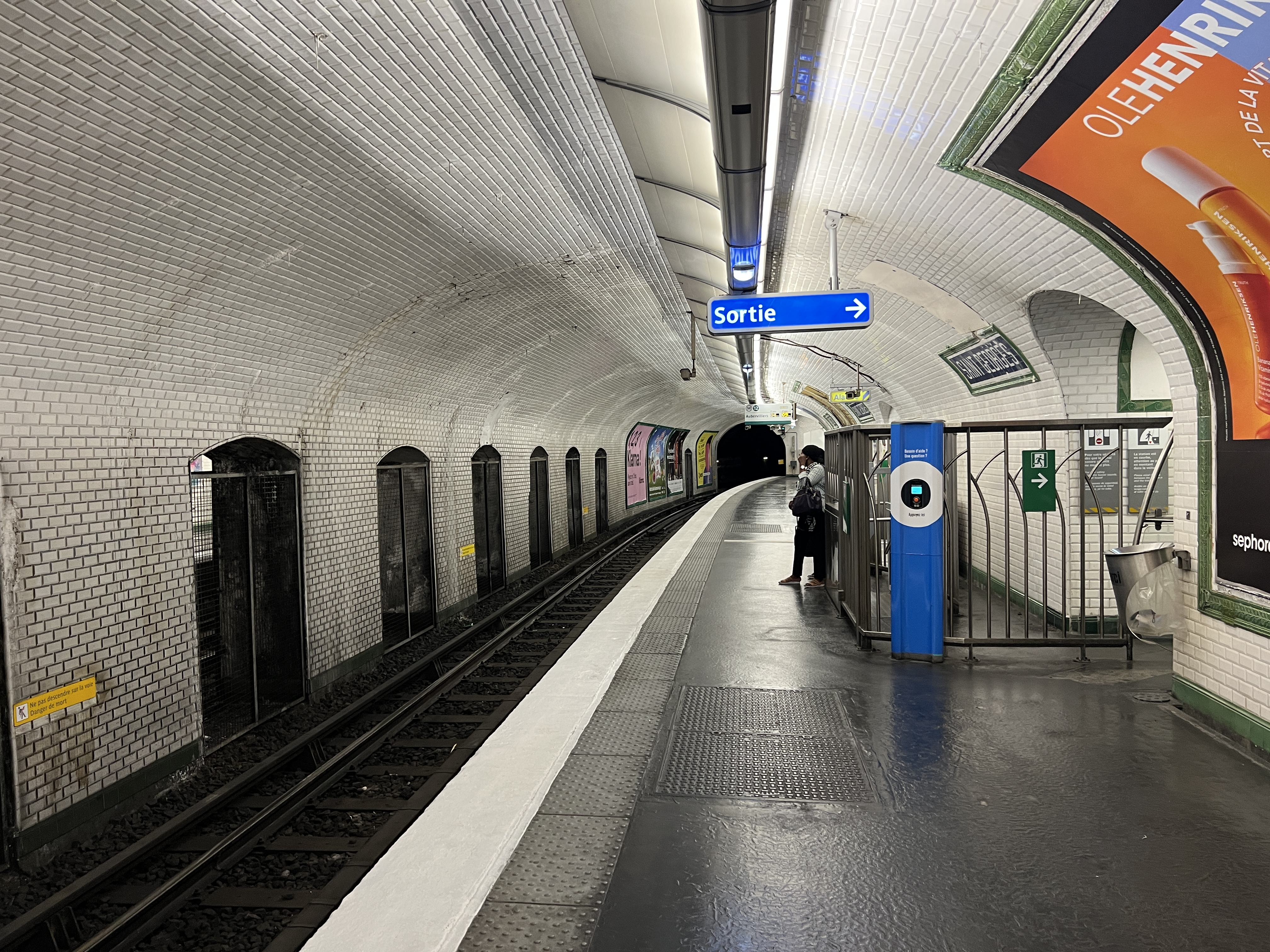
Station Richtung Aubervilliers

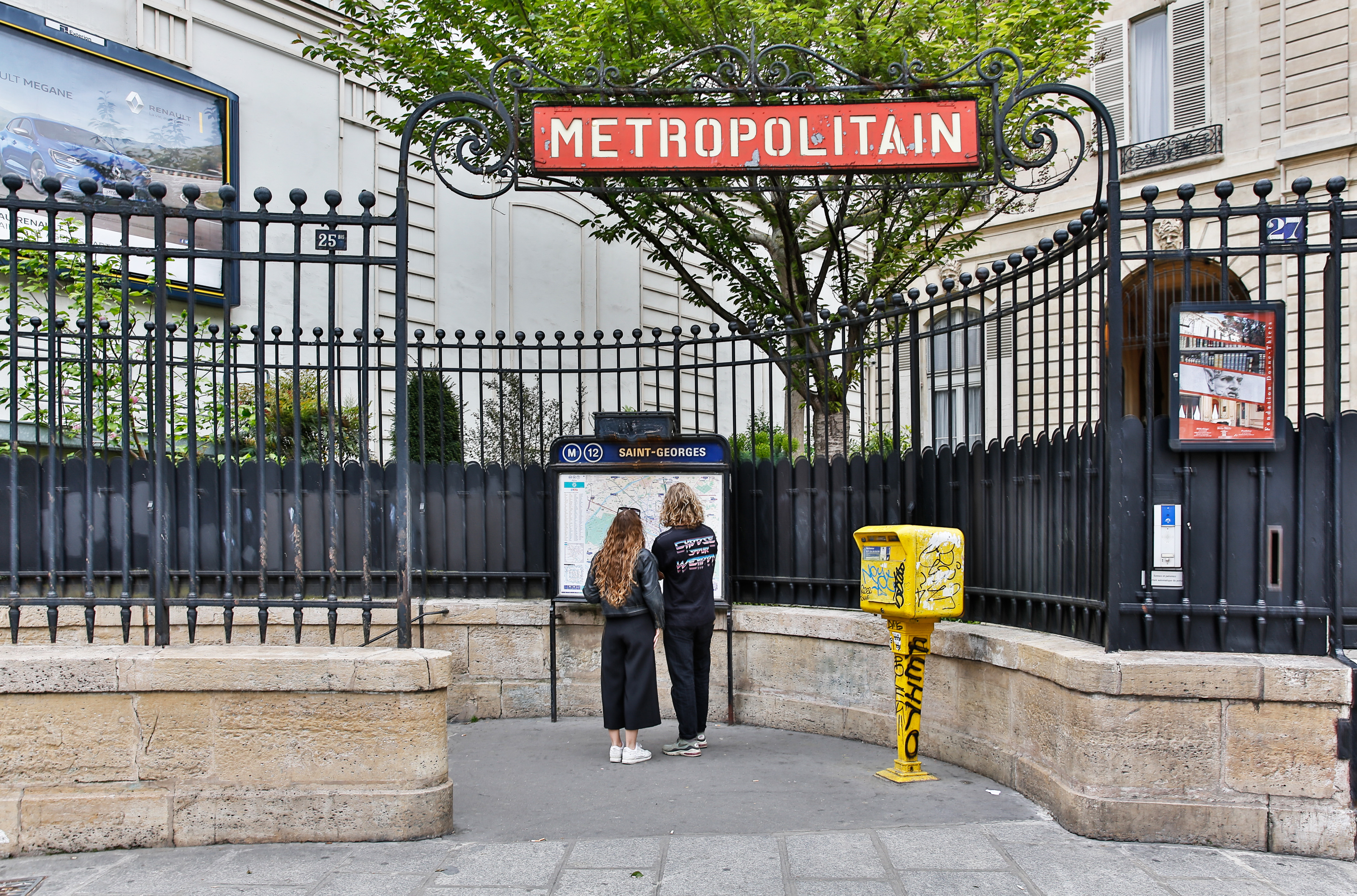
Zugang an der Place Saint-Georges

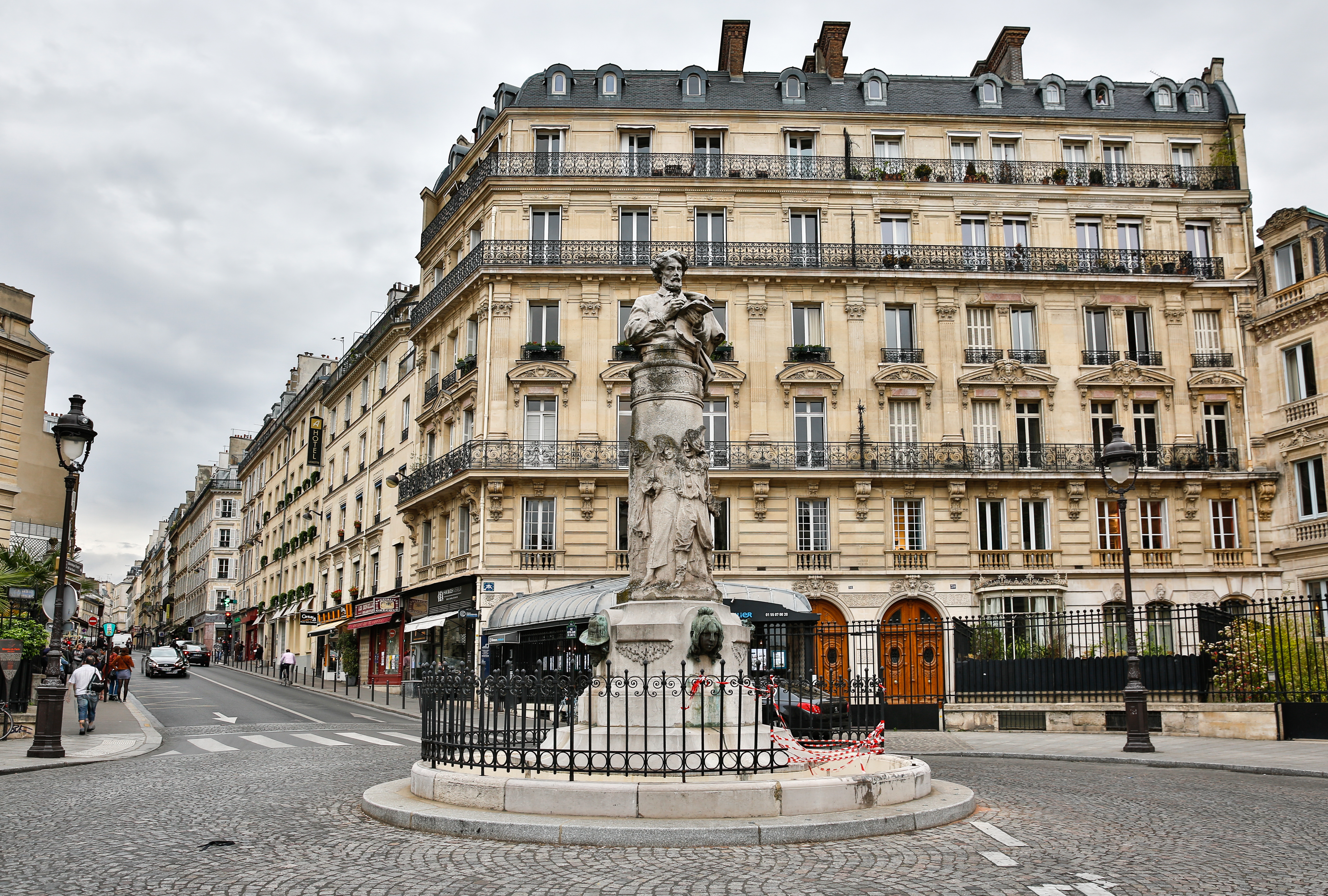
Place Saint-Georges mit Gavarni-Denkmal

Saint-Georges [sɛ̃ ʒɔʁʒ] ist eine unterirdische Station der Linie 12 der Pariser Métro.

## Lage
Der U-Bahnhof befindet sich im Quartier Saint-Georges des 9. Arrondissements von Paris. Er liegt längs unter der Rue Notre Dame de Lorette in Höhe der Place Saint-Georges.

## Name
Namengebend sind die Place Saint-Georges und die dort einmündende Rue Saint-Georges. Der „heilige“ Georg (fr: Georges de Lydda) war ein christlicher Märtyrer, der um das Jahr 303 in Lydda hingerichtet wurde.

## Geschichte
Die Linie 12 wurde als Linie A von der Société du chemin de fer électrique souterrain Nord-Sud de Paris (Nord-Sud) gebaut und bis 1930 von ihr betrieben. Am 8. April 1911 wurde die Station Saint-Georges in Betrieb genommen, als die 1910 eröffnete Linie von Notre-Dame-de-Lorette bis Pigalle verlängert wurde.
Die Linie A wurde am 27. März 1931 in Linie 12 umbenannt, nachdem die Nord-Sud im Vorjahr in der bislang konkurrierenden Compagnie du chemin de fer métropolitain de Paris (CMP) aufgegangen war.

## Beschreibung
Der U-Bahnhof besteht aus zwei parallel nebeneinanderliegenden Stationen, die durch eine an mehreren Stellen durchbrochene Stützmauer voneinander getrennt sind. Sie liegen unter weiß gefliesten Gewölben und weisen jeweils einen Seitenbahnsteig an einem Streckengleis auf. Die südwestliche Station dient dem Verkehr in Richtung des südlichen Endpunkts Mairie d’Issy, die nordöstliche den Zügen der Gegenrichtung.
Wie die übrigen U-Bahnhöfe der Nord-Sud wurde auch er etwas prunkvoller als die Stationen der CMP erbaut, präsentiert sich nach der Renovierung Anfang der 2000er Jahre aber schlichter. Wegen der ursprünglich auf den Strecken der Nord-Sud vorhandenen Oberleitung sind die Stationen geringfügig höher als vergleichbare der CMP. Sie weisen die ursprüngliche Pariser Standardlänge von 75 m, ausreichend für Fünf-Wagen-Züge, auf.
Der einzige Zugang liegt an der Place Saint-Georges, seine ungewöhnliche Gestaltung resultiert aus der ihn umgebenden Bebauung. Anstelle des Schriftzugs METROPOLITAIN stand dort früher NORD-SUD.

## Fahrzeuge
Auf der Linie 12 verkehrten zunächst Züge der Nord-Sud-Bauart Sprague-Thomson, die sich in mehreren Punkten von den Sprague-Thomson-Fahrzeugen der CMP unterschieden. Auffallendes Merkmal war die Stromversorgung des führenden Triebwagens mittels eines Pantographen. Nach der Übernahme der Nord-Sud durch die CMP wurde diese Betriebsform in den 1930er Jahren aufgegeben. In den 1970er Jahren schieden die Nord-Sud-Züge zugunsten der Sprague-Thomson-Regelbauart aus, 1977 kamen dann moderne Züge der Baureihe MF 67 auf die Strecke.